# Nymphon boraborae
Nymphon boraborae is een zeespin uit de familie Nymphonidae. De soort behoort tot het geslacht Nymphon. Nymphon boraborae werd in 1990 voor het eerst wetenschappelijk beschreven door Muller. 